# Tamara Anthony
Tamara Anthony (* 14. August 1977 in Hamburg) ist eine deutsche Journalistin und seit 2019 Leiterin des ARD-Fernsehstudios Peking.

## Leben und Wirken
Anthony studierte Geschichte, öffentliches Recht und Journalistik an der Universität Hamburg (Magisterabschluss 2003) sowie europäische Politik und Verwaltung am College of Europe in Brügge (Masterabschluss 2004). Nach dem Volontariat beim NDR arbeitete sie zunächst als Autorin, dann als Redakteurin beim ARD-Politikmagazin Panorama. Von 2014 bis 2019 war sie Fernsehkorrespondentin im ARD-Hauptstadtstudio. Seit 2019 ist Anthony China-Korrespondentin der ARD und leitet das Fernsehstudio in Peking. Aus Anlass der Olympischen Winterspiele in Peking im Februar 2022 berichtete sie über die Schwierigkeiten der Berichterstattung in China.